# Адаптивна політика
Адаптивна політика — термін, який широко використовується при розгляді підходів реагування на глобальні кліматичні зміни. Така політика включає — заходи з блокування, чи запобігання небажаного впливу екологічних систем на антропогенні цінності, з регулюванням екологічної політики для запобігання або компенсації втрат в добробуті в результаті глобальних екологічних змін й упереджувальної адаптації з метою посилення міцності соціальних систем, аби зменшити ціннісні втрати від некерованих екологічних змін. Поряд з адаптивною політикою розглядається політика зменшення, обмеження, затримки наслідків небажаних наслідків глобальних екологічних змін.

## Ресурси Інтернету
- Еколого-економічний словник  [Архівовано 27 червня 2013 у Wayback Machine.]
- Економічна цінність природи  [Архівовано 27 вересня 2013 у Wayback Machine.]
- Концепция общей экономической ценности природных благ  [Архівовано 26 березня 2014 у Wayback Machine.]
- Традиционные и косвенные методы оценки природных ресурсов